# فرودگاه وابش
فرودگاه وابش  (به انگلیسی: Wabush Airport)  یک فرودگاه همگانی باربری با کد یاتا YWK است که یک باند فرود آسفالت دارد و طول باند آن ۱٬۸۲۹ متر است. این فرودگاه در  کشور کانادا قرار دارد و در ارتفاع ۵۵۱ متری از سطح دریا واقع شده است.

## شرکت‌های هواپیمایی و مقصدهای پروازی
| شرکت‌های هواپیمایی  | مقصدهای پروازی |
| ------------------ | --- |
| Air Canada Express | منطقه‌ای دیر لیک، گندر، سی‌اف‌بی گوس بی، مونترآل-پییر الیوت ترودو، ژان لوساژ شهر کبک، سپت‌ائیلس، سنت جان                                     |
| ایر اینویت         | کویواک، سچففرویلل، سپت‌ائیلس |
| Air Liaison        | بای-کوماو، مون-ژولی، ژان لوساژ شهر کبک، سپت‌ائیلس                                                                                         |
| Pascan Aviation    | مون-ژولی، مونترآل/سن-اوبر، ژان لوساژ شهر کبک، سپت‌ائیلس                                                                                   |
| پروونشل ایرلاینز   | شارلو، منطقه‌ای دیر لیک، سی‌اف‌بی گوس بی، مونترآل-پییر الیوت ترودو، ژان لوساژ شهر کبک، سپت‌ائیلس، سنت آنتونی، سنت جان، سچففرویلل چارتر: گندر |